# أكرمان ألفريد
أكرمان ألفريد (بالفرنسية: Pierre Adam)‏ مواليد 24 أبريل 1924 في باريس - الوفاة 24 سبتمبر 2012 في البرانيس العليا، فرنسا، كان دراج فرنسي. سبق أن شارك في دورة الألعاب الأولمبية الصيفية وفاز بميدالية أولمبية.

## الميداليات
| الميدالية | المسابقة                       |
| --------- | ------------------------------ |
| ذهبية     | الألعاب الأولمبية الصيفية 1948 |

## روابط خارجية
- أكرمان ألفريد على موقع أرشيف الدراجات (الإنجليزية)
- أكرمان ألفريد على موقع إحصائيات الدراجات الإحترافية (الإنجليزية)
- أكرمان ألفريد على موقع أوليمبيديا (الإنجليزية)
- أكرمان ألفريد  على موقع SportsReference  - سبورتس رفرنس